# Eragrostis urbaniana
Eragrostis urbaniana är en gräsart som beskrevs av Charles Leo Hitchcock. Eragrostis urbaniana ingår i släktet kärleksgrässläktet, och familjen gräs. Inga underarter finns listade i Catalogue of Life.